# Chomiakówka (rejon tyśmienicki)
Chomiakówka (ukr. Хом'яківка) – wieś na Ukrainie w rejonie iwanofrankiwskim obwodu iwanofrankowskiego.
Do 2020 w rejonie tyśmienickim.
Urodził się tu Mieczysław Leon Ludwik Szumański vel Mieczysław Kozarzewski,(ur. 4 czerwca 1896, zm. 29 kwietnia 1973 w Lailly-en-Val we Francji) – podpułkownik piechoty Wojska Polskiego i Armii Krajowej.

## Pałac
- Pałac wybudowany w XIX w. przez Waleriana Podleskiego.